# Marathon Infinity
Marathon Infinity es un videojuego para Mac OS. Aparece el 15 de octubre de 1996 como la tercera y última parte de la saga Marathon y Marathon 2 Durandal. Con gráficos en tercera dimensión, 25 niveles para la campaña de un solo jugador y otros 32 mapas para multijugador. El juego permite crear los propios niveles, mediante las herramientas Forge y Anvil. Su aparición con anterioridad a la fusión entre Bungie Software y Microsoft, permitió que surgieran versiones del juego para Macintosh.
Han transcurrido 17 años desde la segunda parte de la saga (Marathon 2 Durandal). Marathon Infinity es un juego de trama complicada, ya que supone una historia no lineal, pues existen eventos alternos, como por ejemplo: si cierto acontecimiento de Marathon 2 Durandal no hubiese acontecido, u ocurriera de manera distinta.

## Historia
El personaje principal (del juego en primera persona) es un ocupado oficial de seguridad que ha repelido el ataque Pfhor a la nave colonial Marathon; descubierto y reanimado el décimo primer clan de los S'pht y su antigua Inteligencia Artificial (I. A.) Thoth; rescatado a los sobrevivientes humanos de Tau Ceti y detenido el avance Pfhor hacia la Tierra.
Sin embargo, el personaje se ha entregado a Durandal, la I. A. rampante. Durandal lo ha enviado a una Galaxia en una nueva nave Pfhor con una tripulación de camaradas S'pht. "Ne Cede Malis" es el nombre el primer nivel, lo que en efecto logra confundir al jugador sobre las líneas del tiempo y acontecimientos alternativos. ¿Por qué el oficial de seguridad sirve a Durandal? Durandal deja muchas dudas sin responder. En el juego se muestra que la realidad es algo flexible y siempre cambiante. A través de terminales teletransportadoras, el oficial llega a una nave con aguas rosas venenosas y sin oxígeno donde es atacado por extraterrestres que utilizan lanzallamas, y defendido por cazadores de 3 o 4 metros de altura con piel dura como el barro. En otros niveles hay agua limpia, y en otros, sucia. Los que antes fueron aliados, como por ejemplo los cazadores y los soldados Bob, en otros niveles son enemigos.
"Durandal no es tu padre, así que no te le podrás unir para gobernar el universo como padre e hijo. Disculpa", reza el pie de la página 3 en la introducción, del manual del videojuego. Con gráficas tridimensionales muy similares a los juegos de Doom, de finales de la década de los noventas, la historia inicia en una oscura nave espacial, de donde el personaje principal deberá teletransportarse y escapar.
La batalla en Lh'owon ha dado un vuelco importante. Durandal está acorralado y la amenaza de Tau Ceti a punto de ser vencida. La trampa que se le puso a Durandal comenzó funcionando en términos de lo planeado, ya que la I. A. consideró que los humanos estaban a semanas de Lh'owon y envió naves a la supuesta posición. En realidad, sus adversarios se escondían en las afueras del sistema Lh'owon, listos para atacar por sorpresa.
La nave enemiga fue deshabilitada y Durandal huyó a una estación espacial indetectable por los radares, localizada en campo de asteroides. El almirante Tfear ordenó la carga del arma "Trih Xeem". El enemigo acorralado envió señales de advertencia sobre un daño caótico que se ocasionaría si lo atacaban con dicha arma, proveniente del sol de Lh'owon. No obstante, más que disuadir a sus adversarios, provocó que se movilizaran a una distancia razonable y persistieran en su ataque.
De pronto, la flota inició la retirada debido a que parte del sol se había vuelto nova, ¡como si el Universo hubiera olvidado sus propias reglas! Durandal transmitió el siguiente mensaje:
"En el Maratón vi tu estupidez a través de los lentes de la victoria. Y ahora lo veo en la derrota. Tal vez es el destino que tu orgullo ignorante vaya a desencadenar este horror y destruir la galaxia."
La transmisión termina y el juego comienza. Durandal consiguió escapar...

## Armas del juego
Las armas empleadas y el argumento de la historia, permiten suponer que la trilogía de Marathon, en cuanto a la similitud del argumento, es el antecedente inmediato de la trilogía de Halo, aunque si bien, Halo inicia en el año 2552, Marathon comienza en 2794. A diferencia del famoso juego que elevó considerablemente la fama de Bungie a nivel mundial, en Marathon Infinity no hay vehículos que el personaje principal pueda conducir y los extraterrestres y robots son más variados que en el primer videojuego de Halo.
Nudillos metálicos Aunque el juego no permite dar culatazos con las pistolas y rifles, es posible asestar puñetazos con uno o ambos brazos en los enfrentamientos cuerpo a cuerpo. Los soldados Bob y algunos extraterrestres son particularmente débiles frente a esta arma, por lo que basta con un solo golpe para eliminarlos. Otros enemigos, en cambio, requieren de varios puñetazos para sucumbir. Estas armas son las únicas que se pueden utilizar bajo el agua a falta de la Ametralladora Submarina KKV - 7 de 10 milímetros.
Magnum Mega Clase.44 A1 Se trata de una pistola cuya principal ventaja estriba en la posibilidad de usar dos al mismo tiempo (una en cada mano).
Rifle de Asalto MA-75B (Con Lanza Granadas integral de 40 milímetros)Es un arma doble, pues consiste en una ametralladora o rifle de asalto y al mismo tiempo en un lanza granadas. Se utilizan dos tipos de municiones: las pequeñas y numerosas balas de la ametralladora que son disparadas en cadena, así como las pesadas granadas metálicas. Estas últimas municiones se obtienen por paquetes menores que el de las balas de la ametralladora, y al ser disparadas van perdiendo peso conforme la distancia aumenta, de tal manera que es necesario realizar tiros parabólicos para acertar en el blanco deseado.
Pistola de Fusión Clase - Zeus Esta arma, fabricada por los S'pht utiliza por municiones baterías de materiales radiactivos. Los disparos son destellos de luz blancos que se desplazan por el aire poco más rápido y con mayor frecuencia que las balas de la pistola Magnum Mega Clase.44 A1. Esta arma es precisa y mucho más mortífera que las balas metálicas. Los Bobs del vacío las emplean, por lo que la mejor manera de obtenerlas es arrebatándoselas.
Lanzamisiles SPNKR-XP Esta bazooka puede portar dos misiles al mismo tiempo. Necesariamente debe dispararse desde lejos, pues de lo contrario, la explosión del misil daña mucho la salud del jugador. Los cohetes llegan más lejos que las granadas disparadas por el Rifle de Batalla MA-75B y pierden menos altura con la distancia. Además, son más potentes. El número de cohetes que puede cargar el jugador al mismo tiempo es muy limitado.
Escopeta de combate WSTE-M5 Parece un arma inventada 1000 años antes de los sucesos del juego, pues únicamente se puede cargar una bala al mismo tiempo. En realidad fue utilizada por las fuerzas Imperialistas contra los insurrectos durante la Invasión Ares de 2444. A pesar de su apariencia es un arma bastante poderosa y práctica. La detonación de sus proyectiles no es peligrosa para el jugador en los combates cuerpo a cuerpo, como lo son, sin duda las del Lanza misiles SPNKR-XP y del Rifle de Batalla MA-75B, y al mismo tiempo es suficiente como para eliminar a un enemigo de un solo disparo. Al igual que con las granadas, un disparo de esta arma es capaz de volar el torso y la cabeza de un solo enemigo con el primer disparo. Una ventaja adicional consiste en que se pueden utilizar dos de estas armas al mismo tiempo y cargar una mientras la otra dispara. Su principal desventaja consiste en que cada vez que se dispara debe recargarse, pues es una pistola de un solo tiro.
Unidad Napalm Portátil TOZT-7 Es un aerosol que sirve para quemar enemigos. Es un arma para el combate cuerpo a cuerpo, ya que su alcance es demasiado corto. Existen enemigos más resistentes a ella, como los cazadores, cuya piel es demasiado dura y no se quema con tanta facilidad. No es conveniente enfrentarse a los juggernaughts con esta arma ni con los nudillos, debido a que cuando mueren provocan una pequeña explosión nuclear, que elimina a las criaturas que se encuentran a 20 metros a la redonda.
Ametralladora Submarina de 10 milímetros KKV-7Su principal ventaja consiste en que puede utilizarse tanto fuera como bajo el agua. Su desventaja principal consiste en las escasas municiones que existen en los niveles para cargar esta arma. Es más efectiva contra enemigos de piel blanda que contra dispositivos mecánicos, robots y extraterrestres de piel dura o cubiertos de metal.
- Datos: Q2756410